# Victor Penalber
Victor Rodrigues Penalber de Oliveira (ur. 22 maja 1990) – brazylijski judoka. Olimpijczyk z Rio de Janeiro 2016, gdzie zajął dziewiąte miejsce w wadze półśredniej.
Brązowy medalista mistrzostw świata w 2015 i siódmy w 2014; uczestnik zawodów w 2013, 2017 i 2018, a także zdobył cztery medale w drużynie. Startował w Pucharze Świata w 2008, 2010, 2011, 2017 i 2019. Brązowy medalista igrzysk panamerykańskich w 2015. Zdobył pięć medali mistrzostw panamerykańskich w latach 2008 - 2016. Trzeci na Uniwersjadzie w 2011. Wygrał wojskowe MŚ w 2013 roku. 

## Letnie Igrzyska Olimpijskie 2016
| Konkurencja | Eliminacje            | Eliminacje          | Klas. końcowa |
| Konkurencja | Przeciwnik I          | Przeciwnik II       | Miejsce       |
| ----------- | --------------------- | ------------------- | ------------- |
| 81 kg       | Marlon August (MOZ) Z | Sergiu Toma (UAE) P | 9.            |